# Orden, onderscheidingen en medailles van Georgië

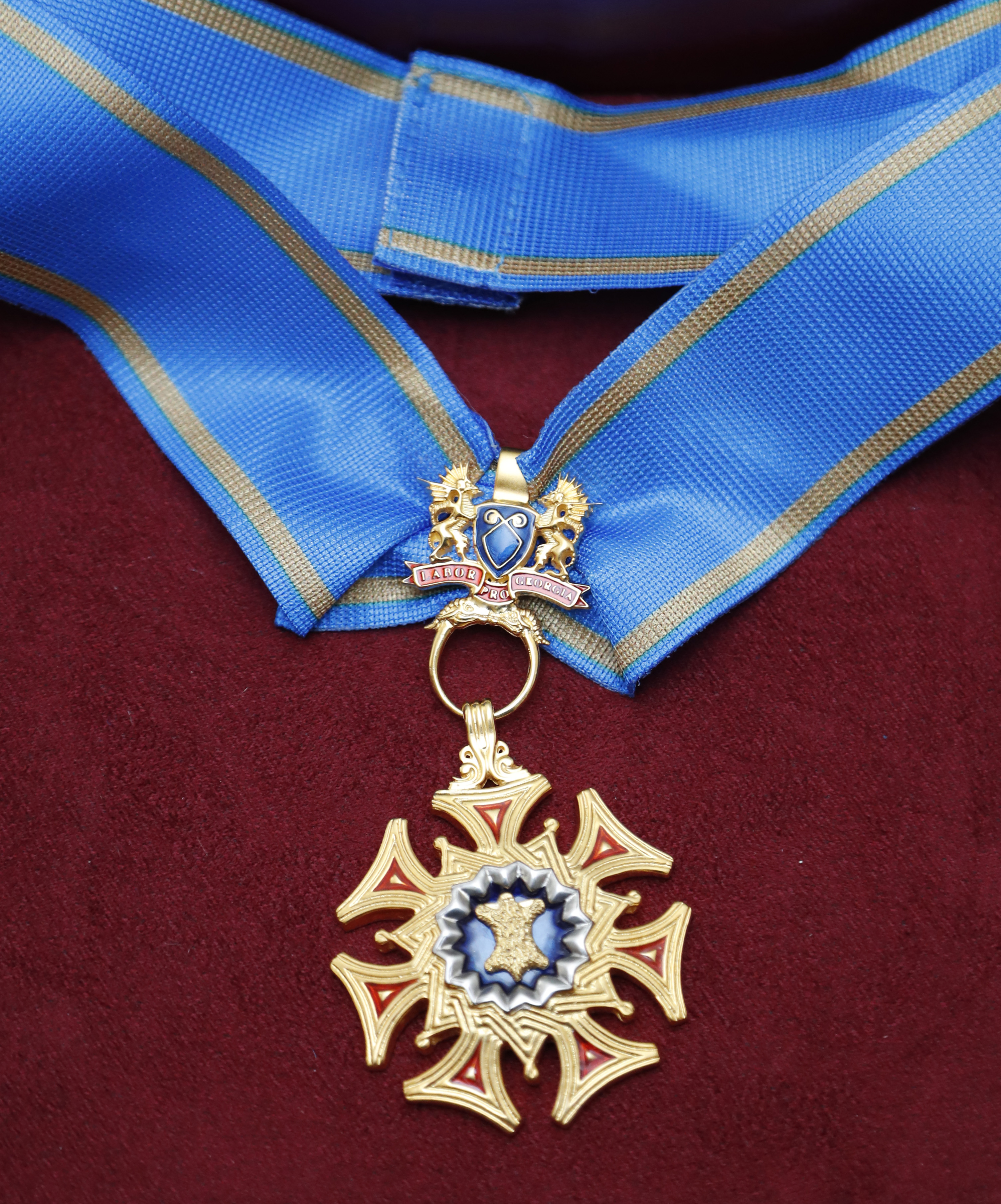
Orde van het Gulden Vlies.

De orden, onderscheidingen en medailles van Georgië zijn nationale Georgische beloningen voor uitzonderlijke prestaties van burgers, militairen en staatsdienaren, zowel binnenlands als buitenlands.

## Toekenning
Nominaties voor staatsonderscheidingen worden gedaan door overheidsfunctionarissen. De beslissing om tot een onderscheiding over te gaan wordt genomen door de voorzitter van het parlement, de premier en de president in overeenstemming met de wet "Over staatsonderscheidingen en prijzen van Georgië". De president bekrachtigt het besluit volgens de grondwet, waarbij een tegenhandtekening van de premier benodigd is.
De onderscheidingen kunnen worden toegekend aan elke burger van Georgië en aan mensen met een buitenlands staatsburgerschap of zonder enig staatsburgerschap. Individuen kunnen ook postuum worden geëerd met staatsprijzen. Ze worden toegekend aan personen die heldenmoed en dapperheid hebben getoond in de strijd voor de bescherming en eenheid van Georgië en zij die een speciale bijdrage hebben geleverd aan de opbouw van een democratische staat en de ontwikkeling, erkenning en popularisering van de Georgische cultuur en wetenschap en andere aspecten van de vooruitgang van de Georgische samenleving en natie.

## Onderscheidingen
De eerste moderne Georgische staatsonderscheidingen, drie orden en drie medailles, werden op 24 december 1992 ingesteld door staatshoofd Edoeard Sjevardnadze. Daarna volgden meerdere nieuwe orden, medailles en prijzen. In 2004 werd de Orde van Nationale Held van Georgië toegevoegd, de hoogste onderscheiding van het land. Bij de onderscheidingen zit ook een geldprijs variërend van 400 Georgische lari voor een de Medaille voor Ridderlijke Moed tot 15.000 lari voor de Orde van de Nationale Held.

### Orden
| Versiersel | Naam | Instelling       | Bijzonderheden |
| ---------- | --- | ---------------- | --- |
|            | Orde van Nationale Held van Georgië საქართველოს ეროვნული გმირის ორდენი Sakartvelos erovnoeli gmiris ordeni                           | 24 juni 2004     | Geldelijke beloning: GEL 15.000. De hoogste staatsonderscheiding van Georgië aan een persoon voor een bijzondere en buitengewone heldendaad begaan voor Georgië. Bij de toekenning van deze orde hoort ook de eretitel van 'Nationale Held van Georgië'.                                                                                |
|            | Orde van de Overwinning van Sint-Joris წმინდა გიორგის სახელობის გამარჯვების ორდენით Tsminda giorgis sachelobis gamardzjvebis ordenit | 24 juni 2004     | Geldelijke beloning: GEL 6000. Onderscheiding aan een persoon voor zijn bijzondere bijdrage aan de overwinning voor Georgië. |
|            | Orde van David de Bouwer დავით აღმაშენებლის ორდენით Davit Agmasjeneblis ordenit                                                      | 24 december 1992 | Geldelijke beloning: GEL 4000. De orde, ook wel Orde van David Agmasjenebeli, is vernoemd naar de middeleeuwse koning David de Bouwer en wordt toegekend aan personen voor hun uitzonderlijke bijdragen aan het land, waaronder de onafhankelijkheid van Georgië, hun bijdrage aan de samenleving en de ontwikkeling van de democratie. |
|            | Orde van Koningin Tamar თამარ მეფის ორდენით Tamar mepis ordenit                                                                      | 31 juli 2009     | Geldelijke beloning: GEL 1000. De orde is vernoemd naar de middeleeuwse koningin Tamar en wordt toegekend aan vrouwen voor hun bijzondere bijdrage aan Georgië, voor uitmuntend staats- of ander openbaar werk. |
|            | Orde van Uitmuntendheid ბრწყინვალების ორდენით Brtskinvalebis ordenit                                                                 | 31 juli 2009     | Geldelijke beloning: GEL 1000. De orde wordt toegekend aan een persoon voor uitmuntende prestaties op het gebied van cultuur, onderwijs, wetenschap, kunst, sport of andere terreinen in het openbare leven. |
|            | Orde van Sint-Nikolaas წმინდა ნიკოლოზის ორდენით Tsminda Nikolozis ordenit                                                            | 31 juli 2009     | De orde wordt toegekend aan een persoon voor liefdadigheid, onbaatzuchtige dienstbaarheid aan het land en de mensen. |
|            | Orde van het Gulden Vlies ოქროს საწმისის ორდენით Okros satsmisis ordenit                                                             | 26 juni 1998     | De orde wordt toegekend aan een buitenlander of staatloze voor de bijdrage aan de staat Georgië ten aanzien nationale veiligheid en integriteit, democratie, cultuur, wetenschap en internationale relaties. |
|            | Orde van Vachtang Gorgasali ვახტანგ გორგასლის ორდენით Vachtang Gorgaslis ordenit                                                     | 24 december 1992 | Geldelijke beloning graad I-III: GEL 600, 1000 en 2000. De orde is vernoemd naar koning Vachtang Gorgasali en is een militaire onderscheiding van drie graden die wordt toegekend aan personeel dat dapperheid en heldenmoed heeft getoond in de strijd voor en bescherming van Georgië en haar territoriale eenheid.                   |
|            | Ereorde van Georgië ღირსების ორდენით Girsebis ordenit                                                                                | 24 december 1992 | Geldelijke beloning: GEL 600. De orde wordt toegekend aan een persoon voor een bijzondere bijdrage, sportprestaties, heldenmoed en toewijding aan de opbouw van de staat Georgië op het gebied van bestuur, defensie, versterking van de openbare orde, economie, gezondheidszorg, cultuur, onderwijs, wetenschap, kunst of literatuur. |

### Medailles
| Versiersel | Naam | Instelling       | Bijzonderheden |
| ---------- | --- | ---------------- | --- |
|            | Medaille voor Burgerzin მედალი სამოქალაქო თავდადებისათვის Medali samokalako tavdadebisatvis             | 18 juni 2010     | Geldelijke beloning: GEL 1000. Toegekend aan personen voor hun voorbeeldige en toegewijde burgeractie, waarbij bijzondere burgerverantwoordelijkheid en persoonlijke moed worden getoond.                                |
|            | Medaille voor Ridderlijke Moed მედალი მხედრული მამაცობისათვის Medali mchedroeli mamatsobisatvis         | 24 december 1992 | Geldelijke beloning: GEL 400. Toegekend aan personen met een Georgische militaire of staatsrang voor de moed getoond bij de verdediging van Georgië en voor de vervulling van de ridderlijke plicht, dapperheid en moed. |
|            | Medaille voor Gevechtsverdienste მედალი საბრძოლო დამსახურებისათვის Medali sabrdzolo damsachoerebisatvis | 24 december 1992 | Toegekend aan Georgische burgers of personen met een militaire of staatsrang voor bijzondere verdiensten voor de bescherming en eenheid van Georgië.                                                                     |
|            | Eremedaille ღირსების მედალი Girsebis medali                                                             | 24 december 1992 | Toegekend aan personen voor hun bijzondere bijdrage aan de opbouw van de staat Georgië. |

### Prijzen
Naast orden en medailles zijn er in Georgië ook een aantal staatsprijzen.
| Versiersel | Naam                                                                                       | Instelling   | Bijzonderheden |
| ---------- | ------------------------------------------------------------------------------------------ | ------------ | --- |
|            | Sjota Roestaveli-prijs მედალი სამოქალაქო თავდადებისათვის Medali samokalako tavdadebisatvis | 2 juli 2008  | Geldelijke beloning: GEL 10.000. De meest prestigieuze Georgische staatsprijs is vernoemd naar de middeleeuwse Georgische dichter Sjota Roestaveli en wordt uitgereikt aan personen voor hun bijzondere prestaties op het gebied van literatuur, muziek, cinematografie, theaterkunst, beeldende kunst of architectuur. De prijs wordt eenmaal per drie tot maximaal vijf jaar uitgereikt. |
|            | Nationale Prijs van Georgië საქართველოს ეროვნული პრემია Sakartvelos erovnuli premia        | 2 juli 2008  | Geldelijke beloning: GEL 10.000. Wordt uitgereikt aan personen voor bijzondere prestaties op het gebied van de natuurwetenschappen, humanitaire, sociale, politieke, economische, juridische, medische, levensstudie- of technische wetenschappen. De prijs wordt eens per jaar tot twee jaar uitgereikt.                                                                                  |
|            | Vazjha-Psjavela-prijs საქართველოს ეროვნული პრემია Sakartvelos erovnuli premia              | 23 juli 2015 | Geldelijke beloning: GEL 5000. De prijs is vernoemd naar de laat 19e-eeuwse, vroeg 20e-eeuwse Georgische dichter Vazja-Psjavela en wordt uitgereikt aan het belangrijkste proza-, poëtische of journalistieke werk dat op het gebied van de literatuur is gemaakt. De prijs wordt eens per jaar tot twee jaar uitgereikt.                                                                  |

## Voormalige onderscheidingen
De Democratische Republiek Georgië introduceerde in 1918 de Orde van Koningin Tamara, een ridderorde die voornamelijk aan Duitse soldaten werd verleend voor hun steun aan de republiek.